# Исмагилово (Давлекановский район)
Исмаги́лово (баш. Исмәғил) — село в Давлекановском районе Башкортостана, входит в состав Казангуловского сельсовета.

## География
Село находится на левом берегу реки Дёма.

### Географическое положение
Расстояние до:
- районного центра (Давлеканово): 12 км,
- центра сельсовета (Казангулово): 6 км,
- ближайшей ж/д станции (Давлеканово): 12 км.

## Население
| 2002 | 2009 | 2010 |
| ---- | ---- | ---- |
| 137  | ↗148 | ↗150 |

### Национальный состав
Согласно переписи 2002 года, преобладающая национальность — башкиры (92 %).

## Известные уроженцы
- Аюпов, Мансур Анварович (р. 1947) — советский и российский политолог. Доктор политических наук.